# Mokele-mbembe

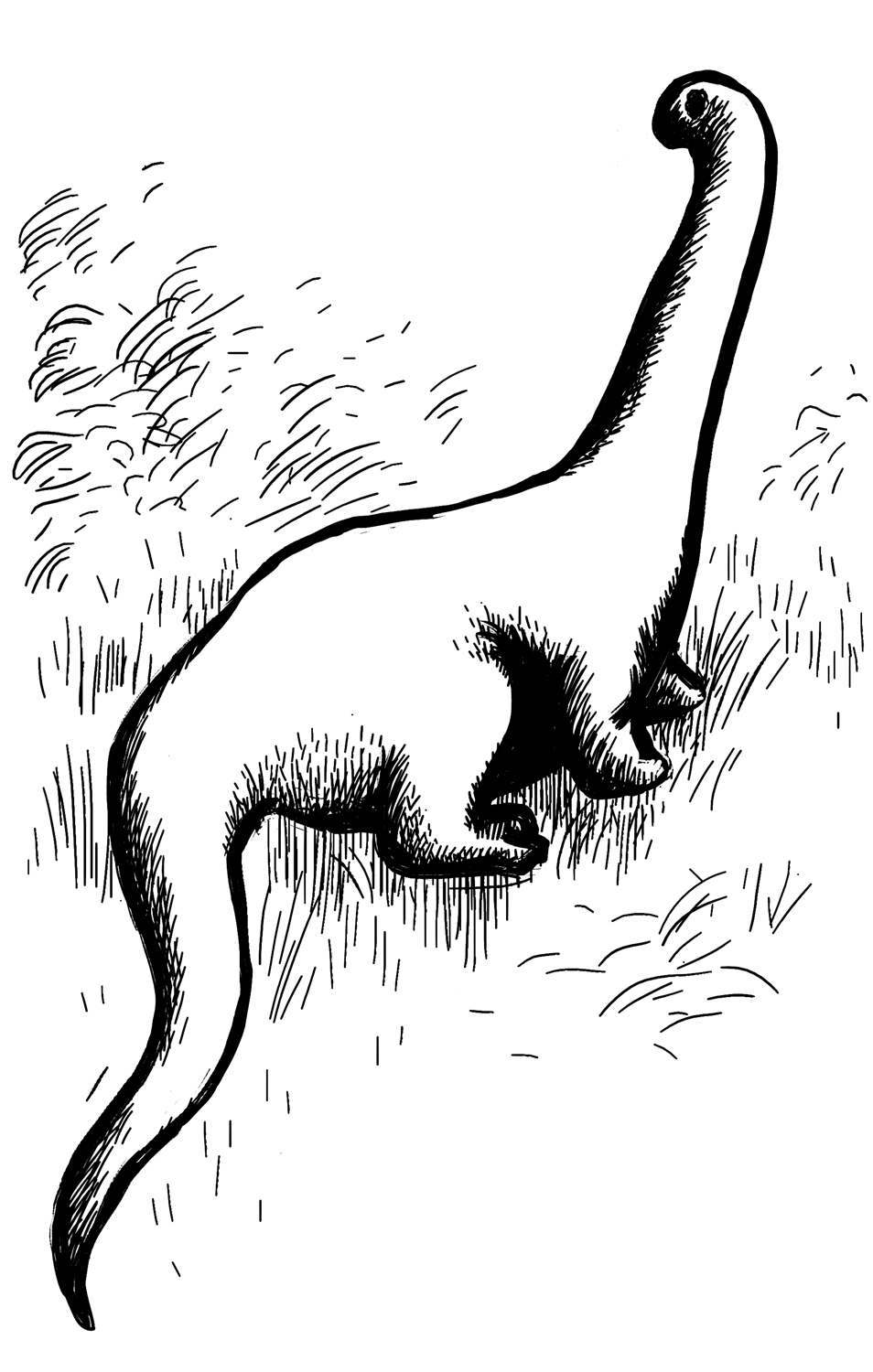
Konstnärlig interpretation av Mokèlé-mbèmbé.

Mokèlé-mbèmbé är ett folkloristiskt eller kryptozoologiskt djur som rapporterats i Kongo-Kinshasa, Kongo-Brazzaville och Kamerun i Afrika. Djuret beskrivs som en stor växtätare som lever i och omkring Kongoflodens avrinningsområden i norra delen av floden. Kroppen är hårlös och ungefär lika stor som en skogselefants men med en lång hals. Ordet Mkole-mbembe betyder ungefär "den som hindrar flodens flöde" på det lokala språket lingala.
Den första rapporten som nådde europeiska vetenskapsmän gällde ett meterstort fotspår som rapporterades av en fransk missionär 1776. 

## 1900-talet[2]
Berättelser om väsen som mokele-mbembe, levande dinosaurier eller stora vetenskapligt oidentifierade varelser som går runt i den afrikanska regnskogen är inte ovanliga; det har funnits flera berättelser om stora, släthyade fyrfotingar med långa halsar som livnärde sig på stora byten som fortfarande lever i centrala Afrika. Det var först efter att beskrivningen av mokele-mbembe dök upp som resten av världen började tolka dessa legender som att de hade en dinosaurieliknande kroppsstruktur. Ett anmärkningsvärt exempel skulle vara emela-ntouka, en varelse i storlek av en elefant, som delar många likheter med mokele-mbembe. Den beskrivs som att den har slät hud, en stark och muskulös svans och ett "horn" eller "tand". En annan liknande varelse, jago-nini, beskrevs av Alfred Aloysius Smith, som hade arbetat för ett brittiskt handelsföretag i det nuvarande Gabon i slutet av 1800-talet, som kort nämner det i sin memoar från 1927.

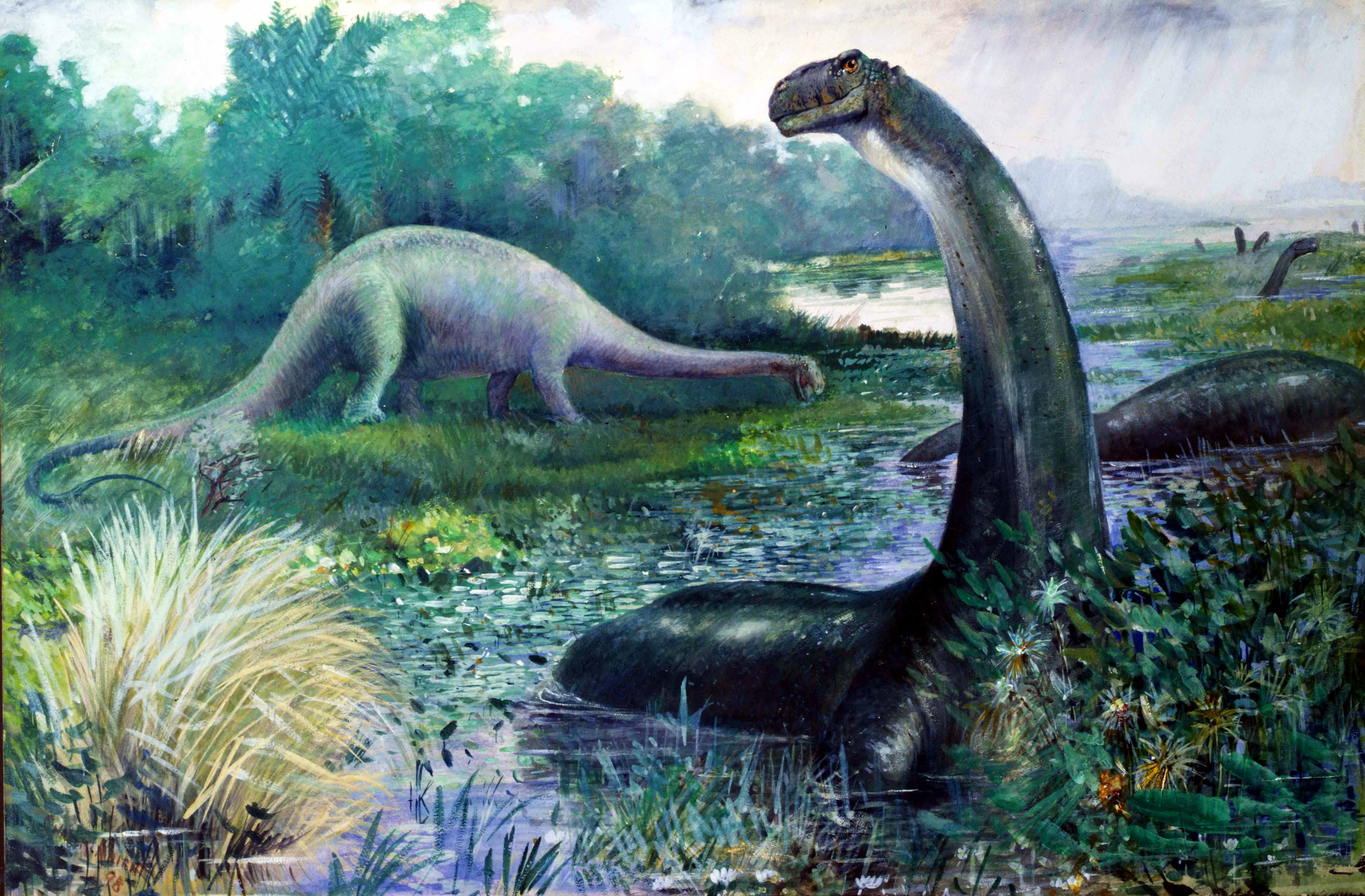
Föråldrad restaurering 1897 av en nedsänkt Brontosaurus av Charles R. Knight; skildringar som denna kan ha påverkat myten.

Den första rapporten om mokele-mbembe kommer från den tyske kaptenen Ludwig von Stein zu Lausnitz. Rapporten beskrivs av Willy Ley i boken The Lungfish and the Unicorn  (1941).
Enligt den tyske äventyraren löjtnant Paul Gratz berättelse från 1911:
Krokodilen finns endast i mycket isolerade exemplar i Bangweulusjön, förutom i mynningen av de stora floderna i norr. I träsket bor nsangan, mycket fruktad av de infödda, en degenererad saurian som man mycket väl skulle kunna förväxla med krokodilen om det inte var så att dess hud inte har några fjäll och att tårna är beväpnade med klor. Jag lyckades inte skjuta en nsanga, men på ön Mbawala kom jag förbi några remsor av dess hud.
Enligt Brian Dunning, i en tysk bok från 1929 av vetenskapsförfattaren Wilhelm Bölsche kallad Dragons: Legend and Science, skrev Bölsche att von Stein tydligt trodde att varelsen som beskrivs inte var ett verkligt djur, utan att det istället inte var något annat än lokal folklore.
Rapporter om väsen som beskrevs vara dinosaurieliknande i Afrika orsakade en mindre sensation i massmedia, och tidningar i Europa och Nordamerika hade många artiklar om ämnet i början av 1910-talet; vissa tog rapporterna för att vara sanna, medan andra var mer skeptiska. Det är anmärkningsvärt att Västeuropa och Amerika genomgick ett popkulturellt intresse för dinosaurier, varav Brontosaurus var en av de mest populära. Denna kulturella trend kunde ha bidragit till både rapporterna och tendensen hos tidningar att hävda att det rapporterade odjuret var en sauropod.
Den första vetenskapliga expeditionen med avsikt att leta efter djuret genomfördes 1920 på uppdrag av amerikanska Smithsonian Institution, helt utan resultat. Därefter har ett 50-tal expeditioner gjorts, både privata och institutionellt finansierade, utan att säkra några vetenskapliga bevis.